# تانگریتین
تانگریتین (به انگلیسی: Tangeritin) با فرمول شیمیایی C20H20O7 یک ترکیب شیمیایی است. که جرم مولی آن ۳۷۲٫۳۷ گرم بر مول می‌باشد. 